# Ронкескин (Удине)
Ронкескин је насеље у Италији у округу Удине, региону Фурланија-Јулијска крајина.
Према процени из 2011. у насељу је живело 7 становника. Насеље се налази на надморској висини од 470 м.